# Uecker von Torgelow bis zur Mündung
Uecker von Torgelow bis zur Mündung este o arie protejată (arie specială de conservare — SAC, sit de importanță comunitară — SCI) din Germania întinsă pe o suprafață de 143 ha, integral pe uscat.

## Localizare
Centrul sitului Uecker von Torgelow bis zur Mündung este situat la coordonatele 53°41′14″N 14°03′44″E / 53.6872°N 14.0622°E.

## Înființare
Situl Uecker von Torgelow bis zur Mündung a fost declarat sit de importanță comunitară în aprilie 2004 pentru a proteja 4 specii de animale. Situl a fost protejat și ca arie specială de conservare în august 2016.

## Biodiversitate
Situată în ecoregiunea continentală, aria protejată conține 4 habitate naturale: Estuare, Lacuri eutrofice naturale cu vegetație de tip Magnopotamion sau Hydrocharition, Cursuri de apă de la nivel de câmpie la nivel montan, cu vegetație Ranunculion fluitantis și Callitricho-Batrachion, Păduri aluvionare cu Alnus glutinosa și Fraxinus excelsior (Alno-Padion, Alnion incanae, Salicion albae).
La baza desemnării sitului se află mai multe specii protejate:
- mamifere (2): castor (Castor fiber), vidră de râu (Lutra lutra)
- pești (2): zvârluga (Cobitis taenia), boarță (Rhodeus sericeus amarus)